# Meridian (Idaho)
Meridian – miasto w Stanach Zjednoczonych, w stanie Idaho, w hrabstwie Ada. Z populacją 129,7 tys. mieszkańców, jest drugim co do wielkości miastem stanu. W 2020 roku zostało uznane najszybciej rozwijającym się miastem USA. Należy do obszaru metropolitalnego Boise.

## Demografia
W latach 2010–2020 populacja wzrosła o 56,7%. Skład rasowy miasta wygląda następująco: 82,2% biali nielatynoscy, 9% Latynosi, 8,1% rasy mieszanej, 2,3% Azjaci, 1,5% czarni lub Afroamerykanie i 0,5% rdzenna ludność Ameryki.